# گابور اوبیتس
گابور اوبیتس (مجاری: Gábor Obitz; ۱۸ ژانویهٔ ۱۸۹۹ – ۲۰ مارس ۱۹۵۳) بازیکن و مربی فوتبال اهل مجارستان بود.
از باشگاه‌هایی که در آن بازی کرده‌است می‌توان به باشگاه فوتبال هولشتاین کیل و باشگاه فوتبال فرنتس‌واروش اشاره کرد.
وی همچنین در تیم ملی فوتبال مجارستان بازی کرده‌است.